# تنكيت
التنكيت عند البلغاء هو أن يقصد المتكلم إلى شيء بالذكر دون غيره مما يسد مسده لأجل نكتة في المذكور ترجح مجيئه على ما سواه، كقوله تعالى: ﴿وأنه هو رب الشعرى﴾، خص الشعرى بالذكر دون غيرها من النجوم وهو تعالى رب كل شيء، لأن العرب كان ظهر فيهم رجل يعرف بابن أبي كبشة عبد الشعرى ودعا خلقا إلى عبادتها فأن الله تعالى قوله في التي ادعيت فيها الربوبية.